# Jürgen Theuerkorn
Jürgen Theuerkorn (* 20. Juni 1956) ist ein ehemaliger deutscher Fußballspieler. In der höchsten Spielklasse des DDR-Fußballs, der Oberliga, spielte er für den FC Vorwärts Frankfurt/Oder.

## Sportliche Laufbahn
Im überregionalen Männerfußball der DDR trat Jürgen Theuerkorn, der einst bei der ASG Vorwärts Storkow mit dem Sport begonnen hatte, in der 2. Mannschaft des FC Vorwärts Frankfurt/Oder in der zweitklassigen Liga Mitte der 1970er-Jahre erstmals in Erscheinung. Im Spieljahr 1975/76 erzielte der Teenager in 20 Spielen fünf Tore und konnte sich im Fußballclub der Armeesportvereinigung Vorwärts so für die Oberligaelf anbieten.
Für die Saison 1976/77 rückte Theuerkorn, damals im Rang eines Soldaten der Nationalen Volksarmee geführt, in den Vorwärts-Erstligakader auf. Am 1. Spieltag debütiert der 20-jährige Kicker beim torlosen Heimremis gegen den FC Carl Zeiss Jena. Im gesamten Premierenspieljahr kommt er auf elf Punktspieleinsätze.
Nach dem Erstligaabstieg der Oderstädter 1978 trug der 1,82 Meter große Mittelfeldspieler mit sechs Toren (fünf in der Liga, eins in der Aufstiegsrunde) in 15 Partien (10/5) in der Saison 1978/79 zum Wiederaufstieg des FCV bei. Vor der Spielzeit 1980/81 wurde der Sportstudent und nunmehr Oberfeldwebel in das Nachwuchsoberligaaufgebot der Frankfurter zurückgestuft, erreichte aber angesichts der Durchlässigkeit zwischen dieser Elf und dem Oberligateam in jenem Jahr mit 15 Einsätzen und drei Toren jeweils Saisonbestwerte in seinen fünf Erstligajahren bei den Armeefußballern. Im Folgespieljahr bestritt er seine letzte von insgesamt 37 Oberligabegegnungen. In der Saison zuvor hatte Theuerkorn im UEFA Cup mit Einsätzen in den beiden Auswärtsspielen bei Ballymena United und dem VfB Stuttgart an seinen einzigen beiden Europapokalpartien teilgenommen.
Im Sommer 1982 wechselte der damals 26-jährige Mittelfeldakteur von Frankfurt/Oder zur Ligaelf der BSG Motor Babelsberg. Dort gehörte er in der zweithöchsten Spielklasse des DDR-Fußballs fünf Jahre zu den Stammkräften, bevor er in seine letzten Spielzeit 1987/88 bei den Potsdamern über den Status eines Ergänzungsspielers nicht mehr hinauskam.

## Trainerlaufbahn
Nach seiner Spielerkarriere agierte er beim 1. FFC Turbine Potsdam als Nachwuchstrainer.